# Kanton Saint-Jean-le-Blanc
Der Kanton Saint-Jean-le-Blanc ist seit 1982 ein französischer Wahlkreis im Arrondissement Orléans, im Département Loiret in der Region Centre-Val de Loire; sein Hauptort ist Saint-Jean-le-Blanc.

## Gemeinden
Der Kanton besteht aus neun Gemeinden mit insgesamt 28.874 Einwohnern (Stand: 1. Januar 2022) auf einer Gesamtfläche von 222,01 km²:
| Gemeinde                   | Einwohner 1. Januar 2022 | Fläche km² | Dichte Einw./km² | Code INSEE | Postleitzahl |
| -------------------------- | ------------------------ | ---------- | ---------------- | ---------- | ------------ |
| Férolles                   | 1.134                    | 17,05      | 67               | 45144      | 45150        |
| Ouvrouer-les-Champs        | 539                      | 10,54      | 51               | 45241      | 45150        |
| Saint-Denis-en-Val         | 7.768                    | 17,11      | 454              | 45274      | 45560        |
| Saint-Jean-le-Blanc        | 9.534                    | 7,66       | 1.245            | 45286      | 45650        |
| Sandillon                  | 4.209                    | 41,31      | 102              | 45300      | 45640        |
| Sigloy                     | 660                      | 9,46       | 70               | 45311      | 45110        |
| Tigy                       | 2.463                    | 47,29      | 52               | 45324      | 45510        |
| Vannes-sur-Cosson          | 602                      | 35,65      | 17               | 45331      | 45510        |
| Vienne-en-Val              | 1.965                    | 35,94      | 55               | 45335      | 45510        |
| Kanton Saint-Jean-le-Blanc | 28.874                   | 222,01     | 130              | 4520       | –            |

Bis zur landesweiten Neugliederung der Kantone 2015 bestand der Kanton Saint-Jean-le-Blanc aus den drei Gemeinden Saint-Cyr-en-Val, Saint-Denis-en-Val und Saint-Jean-le-Blanc. Sein Zuschnitt entsprach einer Fläche von 68,52 km2. Er besaß vor 2015 den INSEE-Code 4540.

## Bevölkerungsentwicklung
| 1962  | 1968  | 1975   | 1982   | 1990   | 1999   | 2006   | 2011   |
| ----- | ----- | ------ | ------ | ------ | ------ | ------ | ------ |
| 6.192 | 7.980 | 11.566 | 13.325 | 16.287 | 18.950 | 18.636 | 18.368 |